# Adolf Leo Oppenheim
Adolf Leo Oppenheim (Vienna, 7 giugno 1904 – Berkeley, 21 luglio 1974) è stato un assiriologo austriaco, uno dei più illustri  della sua generazione.

## Biografia
Ricoprì l'incarico di redattore responsabile del Chicago Assyrian Dictionary dell'Oriental Institute dell'Università di Chicago dal 1955 al 1974, oltre che professore di studi orientali nello stesso ateneo.

## Opere
L'opera scientifica di A. Leo Oppenheim è amplissima. Oltre ai volumi monografici dedicati agli studi sull'oniromanzia, la produzione del vetro e la birra, numerosi sono gli articoli dedicati ad aspetti specifici delle culture e alla lessicografia della lingua accadica. A livello popolare, tuttavia, l'opera più famosa di A. Leo Oppenheim è Ancient Mesopotamia: Portrait of a Dead Civilization. La sua riflessione sulla reale possibilità di ricostruire una civiltà disciplina contenuta nel capitolo Assiriologia: come e perché, ha da sempre suscitato un dibattito in seno alla disciplina per la prospettiva pessimistica avanzata da Oppenheim.  Un atteggiamento in pieno contrasto con il carattere ottimista e socievole dello studioso.

### Elenco (selezione)
- Untersuchungen zum babylonischen Mietrecht, Vienna, Selbstverlag des Orientalischen Institutes der Universität, 1936.
- The Interpretation of Dreams in the Ancient Near East, Gorgias Press, 1956, ISBN 9781593337339.
- Ancient Mesopotamia: Portrait of a Dead Civilization, Chicago, University of Chicago Press, 1964. (ristampa ISBN 0-226-63186-9)
- Letters from Mesopotamia, Chicago, University of Chicago Press, 1967.
- Erica Reiner e Johannes Renger (a cura di), Essays on Mesopotamian Civilization: Selected Papers of A. Leo Oppenheim, Chicago, University of Chicago Press, 1974.
- Glass and Glassmaking in Ancient Mesopotamia, London, Associated University Presses, 1988, ISBN 0-87290-058-4.